# Kultura lijakastih čaš
Kultura lijakastih (-vrat-) čaš (nemško Trichter (-rand-) becherkultur) (približno 4300–2800 pred našim štetjem) je bila arheološka kultura v severni osrednji Evropi. Razvila se je kot tehnološka združitev lokalnih neolitskih in mezolitskih  tehnoloških kompleksov med rekama spodnjo Labo in srednjo Vislo ter uvajanja kmetijstva in živinoreje kot glavnih virov hrane za lovce in nabiralce severno od te črte. Predhodnica je bila kultura Lengyel – kultura zglajene okrašene keramike/pozna Lengyel in Baden-Boleráz na jugovzhodu, skupina Rossen na jugozahodu in skupine Ertebølle-Ellerbek na severu. Tako je tehnološki kompleks razdeljen na severno skupino, ki vključuje sodobno severno Nemčijo in južno Skandinavijo, ter zahodno skupino med Zuiderzeejem in spodnjo Labo, vzhodno skupino s središčem v povodju Visle od Odre bo Buga in južno osrednjo skupino. V poznem 4. tisočletju pred našim štetjem je kultura kroglastih amfor nadomestila večino vzhodne in nato tudi južne skupine, zmanjšalo se je območje do sodobne severne Nemčije in južne Skandinavije. Mlajša območja so bila nadomeščena s kulturo enojnega groba okoli 2800 pred našim štetjem. Severni osrednji evropski megaliti so bili zgrajeni predvsem v dobi kulture lijakastih čaš.

## Razsežnost
Kultura lijakastih čaš sega od povodja Labe v Nemčiji do Češke, na zahodu do Nizozemske, v južno Skandinavijo (Danska do Upplanda na Švedskem in Oslofjorda na Norveškem) in na povodje Visle na Poljskem.
Različice kulture na prispevnem območju Labe ali blizu njega vključujejo lončarsko skupino Tiefstich v severni Nemčiji, pa tudi kulture skupin Baalberge, Salzmünde in Walternienburg in Bernburg, katerih središča so bila v deželi Saška - Anhalt.

## Naselja
Razen nekaterih celinskih naselij, kot je kolišče Alvastra (švedsko Alvastra pålbyggnad ali Alvastraboplatsen), so naselja v bližini naselij iz prejšnje kulture Ertebølle na obali. Značilna je bila enodružinska hiša iz protja in mašila (blato, glina) pribl. 12 m x 6 m. Prevladovala je pri živinorejcih ovc, goveda, prašičev in koz, vendar tudi lovcih in ribičih. Primitivna pšenica in ječmen sta rasla na majhnih zaplatah, ki so se hitro izčrpale, zaradi česar se je prebivalstvo pogosto selilo na majhne razdalje. Poznali so tudi rudarstvo (na primer v regiji Malmö) in kresilni kamen, s katerim so trgovali na območjih, na katerih ga niso imeli, kot je skandinavsko zaledje. Iz srednje Evrope so uvažali baker, bodala in sekire.

## Religija in grobnice
Hiše so bile osredotočene na monumentalno grobnico, simbol povezanosti skupnosti. Pogrebne prakse so bile različne, odvisno od regije in so se spreminjale. Zdi se, da je bil praviloma skeletni pogreb. Najstarejše grobnice so sestavljene iz lesenih prekatov v dolgi ladji, pozneje pa v obliki prehodnih grobov in dolmenov. Prvotno so bile strukture verjetno zasute s kupom odpadkov, vhod je bil zaprt s kamnom. Kulturo lijakastih čaš zaznamuje videz megalitskih grobnic na obalah Baltika in Severnega morja, na primer Sieben Steinhäuser v severni Nemčiji. Megalitske strukture na Irskem, v Franciji in na Portugalskem so nekoliko starejše in so bile povezane s prejšnjimi arheološkimi kulturami teh območij.
Grobovi verjetno niso bile namenjeni za vsakega člana naselja, najbrž le za elito. Pri grobnicah so ljudje žrtvovali keramične posode, verjetno s hrano, sekire in druge predmete.
Sekire in posode so dajali tudi v potoke in jezera v bližini kmetijskih površin in skoraj vseh 10.000 švedskih kresilnih kamnov, ki so bili najdeni iz te kulture, so verjetno žrtvovali v vodi.
Zgrajena so bila tudi velika kultna središča, obdana z ograjo, zemeljskimi nasipi in jarki. Eden največjih je pri Sarupu na otoku Fyn. Meri 85.000 m², predvidevajo, da so ga delali 8000 delovnih dni. Drugo kultno središče je Stävie blizu Lunda in meri 30.000 m².

## Predmeti
- Glinast vrč iz Skarp Sallinga, okoli 3200 pr. n. št. Našli so ga leta 1891 na Oudrup Hede blizu Skarp Sallinga na Himmerlandu, Danska.[1]
- Lončenina  iz dolmena v Västergötlandu, Švedska
- Poligonalna bojna sekira iz Dalarna
- Debela vratna sekira iz Närkeja, sekira iz kresilnega kamna, značilna za kulturo lijakastih čaš in luknjane keramike
- Sekira iz Skanije (Skåne) na Švedskem
- Dvostranska bojna sekira iz Skanije (Skåne)

Kultura se imenuje po svoji značilni keramiki, čašah in amforah z lijakastimi zaključki (vratovi), ki so se verjetno uporabljale za pitje. Tak je vrč iz Bronocic na Poljskem, na katerem je najstarejša znana upodobitev vozila na kolesih. Je približno iz leta 3500 pred našim štetjem.
Tehnologija temelji na kremenu, ki so ga našli v Belgiji in na otoku Rügen, pa tudi v sedimentih na območju Krakova.
Kultura je uporabljala bojne sekire, ki so bile kamnite različice bakrenih iz srednje Evrope. Zgodnje različice so večkotne in so dvorezne, čeprav je eden od robov bolj zaobljen.

## Etničnost in jezik
Po Kurganovi hipotezi je kultura videti kot neindoevropska, Marija Gimbutas jo je imenovala Stara Evropa z narodi, ki so jih pozneje nadvladali indoevropsko govoreči narodi, ki so vdrli z vzhoda. Politična povezava med staroselci in prišleki je bila hitra in gladka kulturna sprememba v kulturi trakaste keramike.
Nizozemska publikacija Krivoverstvo (Heterodoxically) omenja mešane pokope ter hitro in gladko notranjo spremembo kulture trakaste keramike v dveh generacijah okoli 2900 pred našim štetjem na nizozemskem in danskem ozemlju, zaradi gospodarskih, kulturnih in verskih sprememb v vzhodni Nemčiji in priselitev, stepskih vdorov in uvajanja indoevropskih jezikov je tu ni bilo  (vsaj v tem delu sveta).